# Kanton Troarn
Der Kanton Troarn ist seit 1790 ein französischer Wahlkreis im Département Calvados in der Region Normandie. Er umfasst 24 Gemeinden aus den Arrondissements Caen und Lisieux, sein Bureau centralisateur befindet sich in Troarn. Im Rahmen der landesweiten Neuordnung der französischen Kantone wurde er im Frühjahr 2015 erweitert.

## Gemeinden
Der Kanton besteht aus 24 Gemeinden mit insgesamt 30.835 Einwohnern (Stand: 1. Januar 2022) auf einer Gesamtfläche von 191,30 km²:
| Gemeinde                  | Einwohner 1. Januar 2022 | Fläche km² | Dichte Einw./km² | Code INSEE | Postleitzahl        | Arrondissement |
| ------------------------- | ------------------------ | ---------- | ---------------- | ---------- | ------------------- | -------------- |
| Argences                  | 3.940                    | 9,76       | 404              | 14020      | 14370               | Caen           |
| Banneville-la-Campagne    | 188                      | 6,44       | 29               | 14036      | 14940               | Caen           |
| Bellengreville            | 1.474                    | 10,15      | 145              | 14057      | 14370               | Caen           |
| Cagny                     | 2.075                    | 8,46       | 245              | 14119      | 14630               | Caen           |
| Canteloup                 | 189                      | 2,32       | 81               | 14134      | 14370               | Caen           |
| Cesny-aux-Vignes          | 419                      | 4,10       | 102              | 14149      | 14270               | Caen           |
| Cléville                  | 391                      | 8,53       | 46               | 14163      | 14370               | Caen           |
| Cuverville                | 2.273                    | 2,01       | 1.131            | 14215      | 14840               | Caen           |
| Démouville                | 3.017                    | 3,56       | 847              | 14221      | 14840               | Caen           |
| Émiéville                 | 626                      | 3,92       | 160              | 14237      | 14630               | Caen           |
| Escoville                 | 851                      | 5,18       | 164              | 14246      | 14850               | Lisieux        |
| Frénouville               | 2.022                    | 6,45       | 313              | 14287      | 14630               | Caen           |
| Janville                  | 385                      | 4,44       | 87               | 14344      | 14670               | Caen           |
| Moult-Chicheboville       | 3.404                    | 17,80      | 191              | 14456      | 14370               | Caen           |
| Ouézy                     | 232                      | 4,64       | 50               | 14482      | 14270               | Caen           |
| Saint-Ouen-du-Mesnil-Oger | 227                      | 5,89       | 39               | 14637      | 14670               | Caen           |
| Saint-Pair                | 245                      | 3,28       | 75               | 14640      | 14670               | Caen           |
| Saint-Pierre-du-Jonquet   | 291                      | 8,17       | 36               | 14651      | 14670               | Caen           |
| Saint-Samson              | 313                      | 3,66       | 86               | 14657      | 14670               | Lisieux        |
| Sannerville               | 1.884                    | 5,14       | 367              | 14666      | 14940               | Caen           |
| Touffréville              | 391                      | 5,75       | 68               | 14698      | 14940               | Lisieux        |
| Troarn                    | 3.442                    | 11,53      | 299              | 14712      | 14670               | Caen           |
| Valambray                 | 1.672                    | 41,16      | 41               | 14005      | 14190, 14370, 14540 | Caen           |
| Vimont                    | 884                      | 8,96       | 99               | 14761      | 14370               | Caen           |
| Kanton Troarn             | 30.835                   | 191,30     | 161              | 1424       | –                   | –              |

Bis zur landesweiten Neuordnung der französischen Kantone im März 2015 gehörten zum Kanton Troarn die 17 Gemeinden Argences, Banneville-la-Campagne, Cagny, Canteloup, Cléville, Cuverville, Démouville, Émiéville, Giberville, Janville, Saint-Ouen-du-Mesnil-Oger, Saint-Pair, Saint-Pierre-du-Jonquet, Sannerville, Touffréville, Troarn und Vimont. Sein Zuschnitt entsprach einer Fläche von 103,16 km2. Er besaß vor 2015 einen anderen INSEE-Code als heute, nämlich 1434.

## Veränderungen im Gemeindebestand seit der landesweiten Neuordnung der Kantone
2020:
- Annulation Saline → Sannerville und Troarn

2017:
- Fusion Chicheboville und Moult → Moult-Chicheboville
- Fusion Sannerville und Troarn → Saline (zum 31. Dezember 2019 annulliert)
- Fusion Airan, Billy, Conteville, Fierville-Bray und Poussy-la-Campagne → Valambray

## Politik
| Vertreter im Departementrat | Vertreter im Departementrat      | Vertreter im Departementrat |
| Amtszeit                    | Namen                            | Partei                      |
| --------------------------- | -------------------------------- | --------------------------- |
| 1994–2015                   | Christian Piélot                 | PS                          |
| 2015–                       | Coralie Arruego Christian Piélot | UG                          |

## Bevölkerungsentwicklung
| 1962 | 1968   | 1975   | 1982   | 1990   | 1999   | 2006   | 2011   |
| ---- | ------ | ------ | ------ | ------ | ------ | ------ | ------ |
| 9649 | 11.491 | 13.266 | 18.189 | 20.263 | 21.625 | 22.844 | 23.949 |